# Закон тривиальности
Закон тривиальности Па́ркинсона гласит, что время, потраченное на обсуждение пункта, обратно пропорционально рассматриваемой сумме. В таком виде утверждение сформулировано Сирилом Норткотом Паркинсоном в 1957 году в книге Parkinson’s Law, and Other Studies in Administration. Также известен как «закон привычных сумм».
В 1958 году в книге Parkinson’s Law Or the Pursuit of Progress был выражен иначе: члены организации придают чрезмерное значение тривиальным вопросам. В качестве примера был приведён вымышленный комитет, работа которого заключалась в согласовании проекта атомной электростанции. Большую часть времени участники комитета тратили на обсуждение мелких и простых для понимания вопросов, вроде материалов для строительства сарая для велосипедов работников, оставляя без внимания конструкцию самой электростанции, — что является гораздо более важным, но одновременно и гораздо более сложным вопросом.
Закон нашёл применение в разработке программного обеспечения и других областях. В англоязычной литературе появился термин «эффект велосипедного сарая» (англ. bike-shed effect), ставший метафорой закона тривиальности. Первоначально термин стал популярным в сообществе Berkeley Software Distribution благодаря датскому программисту Поул-Хеннингу Кампу, который употребил его в своей имейл-рассылке 1999 года, а затем термин распространился по всей индустрии программного обеспечения.